# تومازو بوشتا

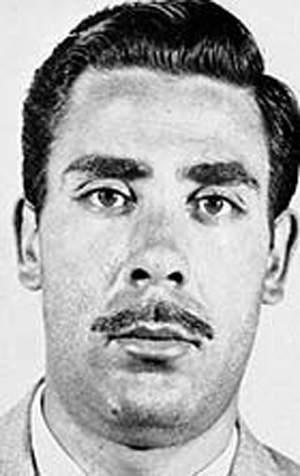
تصویری از تومازو بوشتا در تاریخی نامشخص

تومازو بوشتا (ایتالیایی: Tommaso Buscetta؛ ‏ تلفظ ایتالیایی: [tomˈmaːzo]؛ ‏ ۱۳ ژوئیه ۱۹۲۸–۲ آوریل ۲۰۰۰) گانگستر ایتالیایی و عضوی از مافیای سیسیل بود که بدل به یکی از اولین اعضای مافیا شد که خبرچین شدند و به تشریح کارکرد درونی سازمان پرداخت.

## پیشینه

پرتره تومازو بوشتا

بوشتا در اعمال جنایت کارانه ای در ایتالیا، ایالات متحده آمریکا و برزیل مشارکت داشت پیش از آنکه از برزیل به ایتالیا مسترد شود. او پس از قتل چندین عضو خانوادش از مافیا دلسرد شد و در سال ۱۹۸۴ تصمیم به همکاری با مراجع قانونی گرفت.
او در خلال بزرگترین دادگاه ضد مافیا تاریخ در سال ۱۹۸۶/۷ شهادت‌های بسیار مهمی ارائه کرد. پس از قتل قاضی‌ها جووانی فالکونه و پائولو بورسلینو تصمیم به شهادت‌های بیشتری در برابر کمیسون ضد مافیا  در ارتباط با ارتباط سیاست مداران ایتالیایی با مافیا گرفت.

## برنامه محافظت از شاهدین

بوشتا در اولویت برنامه محافظت از شاهدین ایالات متحده آمریکا بود تا اینکه در سال ۲۰۰۰ درگذشت.